# Rezerwat przyrody Galovské luký
Rezerwat przyrody Galovské luký – rezerwat przyrody w Jawornikach na Morawach, w republice Czeskiej. Chroni zespół górskich łąk o powierzchni 21,55 ha z bogatymi stanowiskami wielu gatunków storczykowatych.

## Położenie
Rezerwat leży w granicach katastralnych wsi Huslenky w powiecie Vsetín, na terenie tzw. Wołoszczyzny Morawskiej, ok. 3,5 km na południowy wschód od centrum miejscowości. Obejmuje dość rozczłonkowany obszar łąk, usytuowanych na wysokości 670 – 770 m n.p.m. na wierzchowinie góry Hrachovec (776 m n.p.m.), między dolinami potoków Kychová na wschodzie i Uherského potoku na zachodzie i południu. Znajduje się w granicach Obszaru Chronionego Krajobrazu Beskidy.

## Historia
Rezerwat został powołany 14 lutego 1952 r. na powierzchni zaledwie 1, 95 ha jako SPR Galovské lúky. Jego znaczne, ponaddziesięciokrotne powiększenie, miało miejsce w 2003 r. Do początku lat osiemdziesiątych XX w. tereny dzisiejszego rezerwatu były użytkowane jako łąki, koszone raz w roku. Od 1994 r. pielęgnacja całego rezerwatu polega na systematycznym usuwaniu nalotu drzew i krzewów oraz regularnym koszeniu.

## Charakterystyka
Podłoże geologiczne rezerwatu tworzą tzw. warstwy zlińskie płaszczowiny magurskiej, stanowiącej najwyższą jednostkę fliszu karpackiego. Występują tu głównie szare lub zielonoszare wapniste iłowce, pod którymi znajdziemy warstwy piaskowców glaukonitowych. Wykształciły się na nich urodzajne gleby brunatne (kambisole).
Dominującymi siedliskami łąkowymi są mezofilne łąki podgórskie zespołu Arrhenatherion, podgórskie pastwiska zespołu Violion caninae, a na południowym stoku również murawy zespołu Cirsio-Brachypodion pinnati z występowaniem bardziej ciepłolubnych gatunków roślin.
Rezerwat charakteryzuje się występowaniem wielu gatunków storczykowatych. Szczególnie liczna (jedna z największych na Morawach) jest tu populacja kukułki bzowej, w poszczególnych latach występującej tu w ponad 6000 kwitnących egzemplarzy. Znajdziemy tu rośliny tego gatunku o bardzo zróżnicowanych barwach kwiatów, od żółtych do czerwonych. Z innych storczykowatych występują tu gnieźnik jajowaty, storczyca kulista, kruszczyk szerokolistny, buławnik mieczolistny, gółka długoostrogowa, kukułka Fuchsa, kukułka szerokolistna i storczyk samczy.
Z innych interesujących gatunków rosną tu pierwiosnek lekarski, mieczyk dachówkowaty, jastrzębiec kosmaczek, koniczyna pagórkowa, ukwap dwupienny, orlik pospolity, prosienicznik plamisty, preferująca murawy kserotermiczne strzęplica piramidalna, goryczuszka wczesna, również wybierająca suchsze stanowiska a także niepozorny paprotnik podejźrzon księżycowy. Spotkamy tu rzadką pępawę różyczkolistną, a na skrajach lasu rośnie również nieczęsto spotykana Aremonia agrimonoides (L.) DC., w Czechach występująca jedynie w Karpatach.

## Przedmiot ochrony
Rezerwat został powołany w celu ochrony bogatych zespołów roślinności łąkowej z wieloma gatunkami roślin rzadkich i chronionych, w tym z bogatymi stanowiskami wielu gatunków storczykowatych. Stanowią one cenny historycznie i naukowo element krajobrazu o wysokiej wartości przyrodniczej i estetycznej.